# Pierre Le Roy
Pierre Le Roy (Parigi, 1717 – Viry-Châtillon, 26 agosto 1785) è stato un orologiaio francese.
Orologiaio personale di Luigi XV, fu inventore dello scappamento a grilletto e del bilanciere per orologi nel 1748. Viene considerato anche il primo costruttore di cronometri. Ebbe come fratelli i fisico Jean-Baptiste Le Roy e l'architetto Julien-David Le Roy.